# Boulevard d'Austrasie
Le boulevard d'Austrasie est une voie située à l'est de la commune française de Nancy, dans le département de Meurthe-et-Moselle, en région Lorraine.

## Origine du nom
Cette voie porte le nom du royaume franc à l'époque mérovingienne l'Austrasie.

## Historique
La voie prend sa dénomination actuelle le 1er mars 1906

## Bâtiments remarquables et lieux de mémoire
- no 45 : L'Autre Canal, espace de concert et de création tourné vers les musiques actuelles. Près de l'Autre Canal les anciens abattoirs dont une partie a été détruite mais le portail principal, les bâtiments de part et d'autre de ce portail ont été conservés. De même un des grands bâtiments dont la structure les murs et le toit ont été restaurés, aménagés avec de belles baies vitrées. Son vaste espace intérieur sans piliers ni poteaux permet d'exposer des œuvres ayant besoin de volume.